# Науель Гусман
Науель Гусман (ісп. Nahuel Guzmán, нар. 10 лютого 1986, Росаріо) — аргентинський футболіст, воротар мексиканського «УАНЛ Тигрес» і національної збірної Аргентини.
Триразовий чемпіон Мексики.

## Клубна кар'єра
У дорослому футболі дебютував 2005 року виступами за команду клубу «Ньюеллс Олд Бойз», в якій провів три сезони, взявши участь лише у 4 матчах чемпіонату.
Протягом 2008—2009 років захищав кольори команди клубу «Індепендьєнте Рівадавія».
У 2009 році повернувся до «Ньюеллс Олд Бойз». Цього разу відіграв за команду з Росаріо наступні п'ять сезонів своєї ігрової кар'єри.
До складу клубу «УАНЛ Тигрес» приєднався 2014 року. Відтоді встиг відіграти за монтеррейську команду понад 100 матчів в національному чемпіонаті.

## Виступи за збірну
У 2014 році дебютував в офіційних матчах у складі національної збірної Аргентини. Наразі провів у формі головної команди країни 6 матчів.
У складі збірної був учасником розіграшу Кубка Америки 2015 року у Чилі, де разом з командою здобув «срібло», хоча протягом усього турніру залишався резервним голкіпером команди. У такому ж статусі брав участь і в наступному розіграші Кубка Америки 2016 року у США, де аргентинці виступили анадогічно — програш фінального матчу збірній Чилі у серії післяматчевих пенальті.
21 травня 2018 року не був включений до заявки аргентинської збірної на тогорічний чемпіонат світу в Росії. Проте вже за два дні Гусмана було дозаявлено на цей турнір як заміну основному голкіперу команди Серхіо Ромеро, який травмувався.

## Титули і досягнення
- Чемпіон Мексики (1):

«УАНЛ Тигрес»: Апертура 2015, Апертура 2016, Апертура 2017
- Срібний призер Кубка Америки: 2015, 2016
- Переможець Суперкласіко де лас Амерікас: 2017